# Kraniebund
Kraniebunden, eller basis cranii på latin er den mest inferiore del af kraniet, betragtet uden tilstedeværelsen af kæben. Når den observeres nedefra betegnes den basis cranii externa og når den observeres ovenfra/indefra betegnes den basis cranii interna. Kraniebunden er rigt beklædt med muskeltilhæftninger til de mange muskler der interagerer med kraniet, samt kanaler til de talrige kar og nerver der har relation til hovedet og kraniets indhold.

## Struktur
Overordnet set består kraniebunden af seks knogler:
- Sibenet
- Pandebenet
- Kilebenet
- De to tindingeben
- Nakkebenet

Knoglerne har forskellige optræden i de to sider af kraniebunden.

### Basis cranii externa
Undersiden af kraniebunden er tilhæftningssted for en masse muskler og dette ses også på topografien af de deltagende knogler. Den forreste del af kraniebunden i form af pandebenet er i basis cranii externa dækket fuldstændigt af overkæben, tandbuen og den hårde gane. Man kan nedefra også ane kindbenets bue, arcus zygomaticus. Disse deltager ikke reelt i kraniebunden og er alle sammen kun synlige udefra.
Her foran på basis cranii externa ses desuden:
- Foramen incisivum i mødepunktet imellem de to halvdele af den hårde gane og maxilla.
- Foramen infraorbitale lige under øjenhulerne

#### Ganebenet
Ganebenet er synligt lige dorsalt for ganen og maxilla, hvor det fremkommer bueformet. Lamina perpendicularis ossis palatini ses som knogleudspringet forløbende posterio-superiort for at artikulere med den første reelle kraniebundsknogle, sibenet, via processus sphenoidalis som er en synchondroseflade synlig for enden af lamina perpendicularis.
Anteriort for denne, løbende vinkelret på kraniets plan, ses pars horizontalis, som artikulerer med maxilla og vomer. På pars horizontalis observeres foramen palatinum majores ved overgangen til processus pyramidalis, samt foramina palatini minores lige dorsalt for majores. Knogledelen er yderligere en af origopunkterne for musculus tensor veli palatini, en ganespændingsmuskel; samt musculus palatoglossus, en tungemuskel.
Lateralt for begge disse observeres processus pyramidalis ossis palatini, som en trekantet knop der også artikulerer med maxilla. Dette knogleudspring er desuden origopunkt for musculus pterygoideus medialis.
Til sidst ses en sidste knogleplade bevægende sig opad og bagud, superiort for lamina perpendicularis, ses processus orbitalis som artikulerer med maxilla, sibenet og kilebenet.

#### Kilebenet
Dorsalt for ganebenet, artikulerende med denne via lamina perpendicularis os palatinum, ligger kilebenet. Nedefra kan en stor del af corpus sphenoidale observeres, samt dens to inferiore knogleudspring: lamina lateralis og lamina medialis, imellem disse er en fordybning, fossa pterygoidea, som er udspringspunkt for størstedelen af musculus pterygoideus medialis. For enden af lamina medialis ses den krogede hamulus pterygoideus som senen fra tensor veli palatini snor sig rundt om under dens forløb.
Lamina lateralis er origo for en del af musculus pterygoideus, som løber sammen med en del fra ala major (nævnt nedenfor), disse danner den laterale del af musklen. Lige bagud for denne origo udspringer en lille del af den mediale pterygoideus også.
Direkte dorsalt for lamina medialis ses foramen til canalis pterygoideus, som er passagegang for nervus canalis pterygoideus. Lateralt for canalis pterygoideus ses foramen ovale, hvorigennem nervus trigeminus har forløb. Latero-posteriort for foramen ovale ses foramen spinosum, som også anvendes af trigeminus. Posteriort for foramen ovale og medial for foramen spinosum udspringer musculus tensor veli palatini.
Antero-lateralt for corpus sphenoidale, ses ala major af kilebenet. Her udspringer en del af den laterale musculus pterygoideus, samt en lille del af musculus temporalis, begge tyggemuskler.
Kilebenet danner synchondroser synlige nedfra med tindingebenet lateralt og med nakkebenet bagtil. Fortil danner den synlige synchondroser med vomer, ganebenet og sibenet.

#### Nakkebenet
Helt dominerende på bagsiden af basis cranii externa er det store hul hvorigennem rygmarven passerer: foramen magnum. Denne er helt centralt placeret på nakkebenet, flankeret lateralt på begge sider af condylus occipitalis som danner led med rygsøjlen. Dorsalt for foramen magnum løber der en lille 'kam', crista occipitalis externa, som er tilhæftningssted for linea nuchea, det brede nakkebånd. Ved den dorsale ende af crista occipitalis externa findes linea nuchalis inferior. Tilsammen danner de en t-former forhøjning dorsalt for foramen magnum.
Linea nuchalis inferior er tilhæftningssted for musculus rectus capitis posterior major, musculus rectus capitis posterior minor og musculus obliquus capitis superior.
Dorsalt for linea nuchalis inferior, findes en rund bakke, med to flankerende kamme lateralt til hver side. Disse er protuberantia occipitalis externa og linea nuchalis superior til begge sider. Protuberantia occipitalis externa er en af de mange origopunkter for trapezius. Linea nuchalis superior er origopunkt for musculus occipitofrontalis og tilhæftningspunkt for musculus semispinalis capitis, musculus splenius capitis og musculus sternocleidomastoideus.
Imellem nakkebenet, kilebenet og tindingebenet findes foramen lacerum og det tilhørende fissura sphenopetrosa. De danner passage til arteria carotis interna via canalis caroticus som findes på tindingebenets side af hullet. Hullet er ellers dækket af brusk som kun perforeres af nervus petrosus profundus og nervus petrosus major.
Imellem nakkebenet og tindingebenet, latero-anteriort for foramen magnum, findes foramen jugulare. Herigennem passerer nervus glossopharyngeus, nervus vagus, nervus accessorius, vena jugularis interna og arteria menginea posterior.

#### Tindingebenet
Ud til begge sider af nakkebenet findes de to tindingeben. Antero-medialt findes tindingebenets del af foramen lacerum, for enden af knogledelen pars petrosa ossis temporalis. Undersiden af pars petrosa har også i midten udgangen af canalis caroticus, hvorigennem der passerer arteria carotis interna, plexus nervosus caroticus internus og plexus venosus caroticus internus.
Dorsalt for denne knogledel er tindingebenet med til at danne foramen jugulare og fra denne foramen løber en lille fordybning i knoglen, latero-dorsalt for pars petrosa, fossa jugularis, hvor venen af samme navn ligger.
Lateralt for canalis caroticus og fossa jugularis, findes den torn-lignende nedadpegende spids processus styloideus, som danner origopunkt for musculus stylopharyngeus, musculus styloglossus og musculus stylohyoideus.
Helt ude lateralt, på hvad der på et levende menneske også ville kaldes tindingen, er basis temporalis, en stor flade der peger udad lateralt fra det øvrige kranie. Den peger altså vinkelret opad fra resten af basis. Set nedefra ser man ikke meget af denne, men fra siden ville denne udgøre langt størstedelen af knoglen.
På basis temporalis findes en bakke, processus mastoideus infero-anteriort. Denne danner origo for musculus digastricus og insertionspunkt for musculus longissimus capitis, musculus splenius capitis og musculus sternocleidomastoideus.
Imellem processus mastoideus og processus styloideus findes foramen stylomastoideum som indeholder arteria stylomastoideus og nervus facialis.
Nedefra på basis temporalis kan outlinen af øregangen, meatus acusticus externus ses lige supero-dorsalt for processus mastoideus.
Forrest anteriort på tindingebenet kan arcus zygomaticus ses, med bagsiden af fossa mandibulare, tuberculum articulare synlig medio-dorsalt for denne. Selveste fossa mandibularis er synlig som en en udhulning lige inferiort for denne tuberculum. Fra arcus zygomaticus udspringer musculus masseter.
 Der er for få eller ingen kildehenvisninger i denne artikel, hvilket er et problem. Du kan hjælpe ved at angive troværdige kilder til de påstande, som fremføres i artiklen.